# Robert Kempiński (szachista)
Robert Kempiński (ur. 11 lipca 1977 w Gdańsku) – polski szachista, arcymistrz.

## Kariera szachowa
W 1991 roku jako czternastolatek zdobył pierwszy tytuł mistrza Polski w swojej kategorii wiekowej. Rok później został mistrzem Polski juniorów do lat 20. Przez następne kilka lat wielokrotnie reprezentował kraj w juniorskich rozgrywkach międzynarodowych. Trzykrotnie zdobył tytuł mistrza Europy, do 16 lat (1993) i do 18 lat (1994 i 1995). W 1995 roku został mistrzem świata juniorów do 18 lat. Zwyciężył w turniejach międzynarodowych w Zlinie (1994) i Czeskich Budziejowicach (1995). W 1996 roku Międzynarodowa Federacja Szachowa przyznała mu tytuł arcymistrza.
Wielokrotnie startował w finałach indywidualnych mistrzostw Polski seniorów, zdobywając sześć medali: dwa złote (1997, 2001), srebrny (1999) oraz trzy brązowe (1998, 2004, 2005). Dwukrotnie (Płock 1997, Trzcianka 2015) zdobył brązowe medale mistrzostw Polski w szachach szybkich, był również brązowym medalistą mistrzostw Polski w szachach błyskawicznych (Łódź 1999).
Był również wielokrotnym reprezentantem Polski w rozgrywkach drużynowych, m.in.: sześciokrotnie na olimpiadach szachowych (w latach 1996, 1998, 2000, 2002, 2004, 2006) oraz pięciokrotnie na drużynowych mistrzostwach Europy (w latach 1997, 1999, 2001, 2003, 2005), w 1999 r. zdobywając srebrny medal za indywidualny wynik na IV szachownicy.
W roku 2001 podzielił I miejsce w otwartym turnieju (memoriale Akiby Rubinsteina) w Polanicy-Zdroju. Rok później podzielił II miejsce w openie w Linares. W 2004 r. zwyciężył (wraz z Thomasem Lutherem) w Bad Zwesten. Wystąpił również w Trypolisie na mistrzostwach świata systemem pucharowym, odpadł jednak w I rundzie, przegrywając z Aleksandrem Lastinem. W 2005 r. podzielił I miejsca w otwartych turniejach w Deizisau oraz w Hamburgu. Kolejny sukces odniósł w roku 2006, zwyciężając w memoriale Akiby Rubinsteina w Polanicy-Zdroju. W 2007 r. zwyciężył (wspólnie z Ehsanem Ghaemem Maghamim) w turnieju ZMD w Dreźnie oraz zajął II m. (za Konstantinem Landą) w otwartym turnieju w Hamburgu, natomiast w 2008 r. triumfował w tradycyjnym turnieju Porzellan-Cup w Dreźnie. W 2009 r. podzielił I m. w Benidormie (wspólnie z Eduardo Iturrizagarą i Julenem Luisem Arizmendim Martinezem) oraz w Agios Kirykos (wspólnie z Aleksandrem Miśtą i Jewgienijem Worobiowem). W 2011 r. zdobył w Warszawie brązowy medal mistrzostw Europy w szachach szybkich oraz podzielił I m. (wspólnie z Aleksandrem Grafem, Parimarjanem Negim i Siergiejem Żygałko) w Bad Wiessee.
Jako zawodnik drużyny Polonii Warszawa zdobył siedem tytułów drużynowego mistrza Polski (2002, 2003, 2004, 2005, 2006, 2009, 2011).
Kilkukrotnie był notowany na liście TOP 100 Międzynarodowej Federacji Szachowej (najlepsze miejsce – 79, w dniu 1 stycznia 2005). Najwyższy ranking w dotychczasowej karierze osiągnął 1 kwietnia 2015 r., z wynikiem 2652 punktów zajmował wówczas 2. miejsce (za Radosławem Wojtaszkiem) wśród polskich szachistów.